# 昼下がり、ローマの恋
『昼下がり、ローマの恋』（ひるさがりローマのこい、Manuale d'am3re）は2011年のイタリアのロマンティック・コメディ映画。ジョヴァンニ・ヴェロネージ監督による『イタリア的、恋愛マニュアル』（2005年）、『モニカ・ベルッチの恋愛マニュアル』（2007年、日本劇場未公開）に続く「恋愛マニュアル」シリーズの第3弾で、若者、中年、熟年の3人の男の恋愛模様をコミカルに描いたオムニバス映画である。出演はロバート・デ・ニーロとモニカ・ベルッチなど。

## キャスト
恋のキューピット（タクシー運転手） - ヴィットリオ・エマヌエーレ・プロピツィオ
物語の進行役。

### 青年の恋
ロベルト - リッカルド・スカマルチョ
野心家の若手弁護士。恋人サラとの結婚を控えている。
ミコル - ラウラ・キアッティ
ロベルトが出張先のトスカーナ州の小さな村で出会った美女。
サラ - ヴァレリア・ソラリーノ
ロベルトの婚約者。

### 中年の恋
ファビオ・レンズーロ - カルロ・ヴェルドーネ
有名なジャーナリストでニュースキャスター。妻と娘がいる。
エリアナ・ラメ（ガイア・アルペア） - ドナテッラ・フィノッキアーロ
ファビオがパーティで出会った美女。精神科医を名乗る。

### 熟年の恋
エイドリアン - ロバート・デ・ニーロ
アメリカ人の歴史学者。2年前にボストン大学の教授を定年退職してローマに移住。
心臓移植手術を受けたことがある。
ヴィオラ - モニカ・ベルッチ
エイドリアンの友人アウグストの娘。パリの高級ブランドで働いている。40歳。
アウグスト - ミケーレ・プラチド
アパートの管理人。ヴィオラの父。エイドリアンの友人。